# Amalric al VI-lea de Montfort
Amalric al VI-lea de Montfort (n. 1195–d. 1241) a fost un nobil francez.
Amalric era fiul lui Simon de Montfort cu Alice de Montmorency și frate al lui Simon de Montfort.
El a participat la Cruciada Albigensiană, sub comanda tatălui său. El a moștenit comitatul de Toulouse (pe care tatăl său îl preluase de la Raimond al VI-lea de Toulouse) atunci când Simon de Montfort a murit, însă a fost nevoit să renunțe la acest teritoriu în favoarea regelui Ludovic al VIII-lea al Franței în 1224. În 1230, Amalric a devenit conetabil de Franța, funcție anterior deținută de unchiul său Matei al II-lea de Montmorency. În 1239, el a luat parte la cruciada din 1239 și a fost luat prizonier după ce apărase Gaza. El a fost închis la Cairo și a fost eliberat în 1241, însă a murit în același an pe drumul de întoarcere spre casă: trupul său a fost adus la Roma și îngropat în Catedrala Sfântul Petru din Roma.
Amalric a fost căsătorit cu Beatrice (n. 1205–d. 1248), fiică a lui Guigues al VI-lea de Viennois, fiind tatăl următorilor:
- Ioan (d. 1249), căsătorit cu Ioana de Châteaudun
- Laura (d. 1270), căsătorită cu contele Ferdinand al II-lea de Aumale (n. 1239–d. 1260)
- Margareta, căsătorită cu contele Ioan al III-lea de Soissons
- Adelaida (n. 1220–d. 1280), căsătorită cu Simon de Nesle (n. 1220–d. 1288)

1. 1 2  Amaury VI Montfort, Autoritatea BnF
2. ↑  Amaury VII de Montfort, Genealogics
3. 1 2 3  Genealogics